# شيحاني بشير
شيهاني بشير مناضل ثوري جزائري وقائد للمنطقة الأولى الأوراس خلفا لمصطفى بن بولعيد، ولد بمدينة الخروب بقسنطينة في 22 أفريل 1929 وتوفي في 23 أكتوبر 1955 بتبسة.

## حياته
ولد شيهاني في 22 أفريل 1929 بالخروب قسنطينة في عائلة ميسورة الحال حيث كان والده رمضان يمتهن التجارة والأعمال الحرة، التحق بالمدرسة الأهلية في مسقط رأسه وموازاة لذلك كان يتعلم مبادئ اللغة العربية ويحفظ القرآن في زاوية سيدي حميدة، وبعد اجتيـاز المرحلة الابتدائية التحق بمتوسطة جول فيري بقسنطينة حيث تكفلت به عائلة آمنة مطلقة العلامة الشيخ عبد الحميد بن بـاديس  ونال شهادة التعليم المتوسط سنة 1949، وحاول مواصلة دراسته الثانوية في تونس بنفس العام إلا أن الظروف المادية لم تسمح له بذلك، وبالعام الموالي حاول الذهاب والدراسة على نفقة والده وصهره وابن خالته إلا أن دراسته الثـانوية لم تستمر سوى عـام واحد ليعود بعدها إلى الجزائر ليواصل عمله النضالي.

## نشاطه الثوري

### قبل الثورة
فـي 1946 وأثناء دراسته الإكمالية بدأ شيهاني نشاطه الثوري بالانضمام إلى خلية الإكمالية التابعة لحركة انتصار الحريات الديمقراطية ضمن خلية استعلام متخذا ثكنة تلاغمة كغطاء وفي 1952 وقع عليه الاختيار للقيام بتربص في التسيير الإداري الحزبي لكفاءته وتحليلاته وواقعيته حيث عين رئيس دائرة في بشار وعرف باسم سي الهواري، ليغدو في خريف 1953 على رأس دائرة باتنة باسم سي مسعود، الملقب بالشيخ لنضجه المبكر رغم صغر سنه.
وبعودته إلى الشرق استغل علاقاته مع بعض المجندين الجزائريين لبث الروح الوطنية بهم وحملهم على تزويد الثورة بالأسلحة ونتيجة لبراعته في التخطيط والتنظيم اصطفاه مصطفى بن بولعيد وجعله من مقربيه، وغداة تأسيس اللجنة الثورية للوحدة والعمل اختار الالتحاق بالنواة الأولى بقيادة بن بولعيد والشروع في التحضير للثورة المسلحة بالمنطقة الأولى حيث عيّنته مجموعة الستة نائبا لبن بولعيد في قيادة المنطقة الأولى (الأوراس) فرافقه في جميع جولاته التنظيمية والتفقدية، وتولى تنظيم أمانة قيادة المنطقة الأولى في جبل الهارة.

### أثناء الثورة
كانت أهم الأعمال التي قام بها بشير في بداية الثورة رفقة بن بولعيد الأعمال التنظيمية حيث أرسل رسائل للمواطنين طلبا للدعم ورسائل تهديد لأعوان الإدراة خاصة الجزائريين وأخرى للمجندين الجزائريين يحثهم فيها على ترك الجيش الفرنسي، ووضع تعليمات للمجاهدين فيما يخص صيانة الأسلحة، جمع الأموال، جمع المؤونة وتكوين مخازن لها، وأمر بإرسال دورية نحو خنشلة لتخفيف الضغط على الأوراس خاصة بعد عمليات «فيرونيك» ابتداء من 19 يناير بمشاركة 500 جندي، و«فيوليت» بعد ثلاثة أيام بمشاركة 3000 جندي.
وأمام تشديد الخناق وشح الأسلحة وقلتها لم يجد بن بولعيد من بد سوى الذهاب إلى طرابلس لبحث موضوع السلاح مع جماعة الخارج مستخلفا شيحاني في قيادة المنطقة بمساعدة عاجل عجول وعباس لغرور، وبعد أسر بن بولعيد في 11 فيفري 1955 عُقد اجتماع في 6 مارس بتاوليليب (جبل الشعة) واختير فيه شيحاني قائد أركان المنطقة الأولى وقادة النواحي كما يلي: باتنة: الحاج لخضر، أريس: علي بن لخضر، زلاّطو: مسعودي عايسي، فم الطوب: الطاهر النويسي غمراس، كيحل - الولجة: عاجل عجول، خنشلة: عباس لغرور

### معركة الجرف
في إطار التعريف بالثورة وجلب الدعم لها قام شيحاني بتنظيم «يوم مفتوح على الثورة» بوادي أهلال برأس الطرفة بتبسة حيث حضره العديد من أفواج المجاهدين وذلك بالأسبوع الثالث من سبتمبر 1955، وقامت القوات الفرنسية برصد تحركات بعض الأفواج وبذلك قامت بتمشيط واسع لناحية النمامشة وحصار محكم على ناحية واد أهلال، وجندت وحدات قطاع تبسة - البرية والجوية- مدعومة بنجدة من تونس قوامها فيالق، فضلا عن فيلق مشاة من اللفيف الأجنبي بغرض القضاء على أفواج المجاهدين التي كان عددها حوالي 300 مجاهد.
في 22 سبتمبر أدركت جموع المجاهدين أنها محاصرة فقرر شيهاني التراجع والاعتصام بمغارات الجرف الحصينة ودامت المعركة سبعة أيام وكانت من أكبر المعارك في الثورة الجزائرية، تمكن خلالها المجاهدون من كسر الحصار بإحداث فجوة به في اليوم الرابع من المواجهات وذلك بقيادة عباس لغرور وعاجل عجول، أما شيحاني فمكث خلفهما أربعة أيام بالجرف ليلتحق بهما لاحقا محققا انتصارا كبيرا.

## وفاته
وفي 20 أكتوبر 1955 جمع شيهاني مساعديه بالقلعة مقر قيادة المنطقة لتقييم الموقف بعد معركة الجرف حيث كان ينوى الاهتمام بالناحية الغربية للمنطقة واختيار مكان قيادة آخر أكثر أمنا وإقامة منطقة حرة لإعلان حكومة جزائرية بها حسب إستراتيجية مجموعة الستة، بيـد أنه آنس بالاجتماع ما كان يضمره له رفقاء الدرب في الجهاد فذكرهم بوصية مصطفى بن بولعيد وأنه نائبه إلى أن يعود وطلب منهم تجديد العهد له وحصل ذلك، لكن للأسف تم اعتقاله في 22 أكتوبر ومحاكمته محاكمة صورية بقيادة عاجل عجول وعباس لغرور على عدة تهم وتم إعدامه في حدود التاسعة والنصف صباحا بتاريخ 23 أكتوبر 1955 على يد رفقائه في الجهاد.